# Siedem dni do dwunastej w południe
Siedem dni do dwunastej w południe (ang Seven Days to Noon) – brytyjski film z 1950 roku w reżyserii Roya i Johna Boultinga. Film w 1952 roku został uhonorowany Oskarem jak również wcześniej w 1950 był nominowany do weneckiego Złotego Lwa a w 1951 roku do nagrody BAFTA.